# Остряковский
Остряковский — хутор в Нехаевском районе Волгоградской области России. Входит в состав Луковского сельского поселения. Население 40 чел. (2010) .

## История
В соответствии с Законом Волгоградской области от 24 декабря 2004 года № 977-ОД «Об установлении границ и наделении статусом Нехаевского района и муниципальных образований в его составе», хутор вошёл в состав образованного Луковского сельского поселения.

## География
Расположен в северо-западной части региона.
Уличная сеть состоит из одного географического объекта: ул. Садовая
Абсолютная высота 203 метров над уровнем моря.

## Население
| 2010 |
| ---- |
| 40   |

Гендерный состав
По данным Всероссийской переписи населения 2010 года в гендерной структуре населения из 40 жителей мужчин и женщин — по 20 человек (50 % каждая когорта)
Национальный состав
Согласно результатам переписи 2002 года, в национальной структуре населения
русские составляли 99 % от общей численности населения в 77 чел..

## Инфраструктура
Развитое сельское хозяйство. Личное подсобное хозяйство.

## Транспорт
подъезд от автомобильной дороги «Новониколаевский — Урюпинск — Нехаевская — Краснополье — Манино (Воронежская область)» к х. Остряковский(идентификационный номер 18 ОП РЗ 18К-7-6).
Просёлочные дороги.